# Dicranomyia acinomeca
Dicranomyia acinomeca là một loài ruồi trong họ Limoniidae. Chúng phân bố ở miền Tân bắc.